# 重松制作所
株式会社重松制作所（平假名：、英文名称: Shigematsu Works Co., Ltd.）是日本知名防尘面具、防毒面具制作商，是呼吸护具行业的先驱。1942年3月17日设立。重松创建于1917年（大正6年），成立以来，一直坚持防尘面罩、防毒面具等呼吸器具的研发与生产。

## 发展简史
- 1917年9月（大正6年9月）重松铤造个人经营和发迹，除了销售理化学的器械，还制作并销售工厂、矿山所需的安全防护防毒面具和护目镜。
- 1942年3月（昭和17年3月）改组为重松制作所。
- 1945年3月（昭和20年3月）战争期间因受空袭，公司及工厂全部被烧毁。
- 1947年东山再起。
- 1952年4月重新整理东京工厂（现东京事务所）。
- 1958年重松铤造被授予蓝色勋章。
- 1963年4月开始在东京证券市场上市。
- 1967年4月川琦成为日本国内航空机械类防灾器械部以及便携式氧气呼吸器的国内总代理。
- 1981年2月技术研究所建成。
- 1990年5月建立琦玉事务所澳洲协会认可的工厂。
- 1992年7月建立船引事务所澳洲协会认可的工厂。
- 1993年2月重松制作所取得了《ISO 9002》及国外的DQS以及欧洲各国的有效机构认证。
- 1993年5月取得了《ISO 9002》JQA的认证。
- 1998年4月取得了琦玉事务所《ISO 9002》及环境保护系统的认证。
- 1999年5月取得了《ISO 14001》认证。
- 1999年6月所有事务所取得了《ISO 9001》认证。
- 2002年11月重松开三郎总经理被授勋。
- 2003年6月重松制作所进入中国，正式授权天津泽津进出口贸易有限公司为中国总经销商。
- 2007年1月西日本服务中心（サービスセンター）新仓库竣工。
- 2007年1月水洗可再生的替换式防尘面具反渗透材料获得环境保护认证。
- 2007年5月船引事业所第2工厂开始工作。
- 2008年1月姫路制作部开始工作。

## 企业文化
「働く人々の健康を守り、幸福を支える。」，中文译：“保护工作者的健康、支撑工作者的幸福。”

## 其他
- 1、主要工厂位于日本福岛县田村市和琦玉县埼玉市岩槻区。
- 2、在日本行业里最大的竞争对手是日本兴研。